# 林於豹
林於豹（1952年12月25日—），臺灣桃園人，中華民國空軍中將。

## 生平
中華民國空軍軍官學校55期畢業。曾任中華民國國防部常務次長。2012年中華人民共和国与菲律宾在黄岩岛对峙时，4月30日台湾立法委林郁方、陈镇湘和詹凯臣搭乘军机前往南沙太平岛考察。中华民国国防部副部长杨念祖、空军副司令林于豹多位将官陪同。
退伍後曾任台北高爾夫俱樂部總經理及台灣戰略評估協會會長。